# Veronica mazanderanae
Veronica mazanderanae är en grobladsväxtart som beskrevs av Per Erland Berg Wendelbo. Veronica mazanderanae ingår i släktet veronikor, och familjen grobladsväxter. Inga underarter finns listade i Catalogue of Life.